# Liste der Mitglieder des Landtages (Freistaat Preußen) (1. Wahlperiode)
Die Liste enthält die Mitglieder des Landtages des Freistaates Preußen in der ersten Legislaturperiode von 1921 bis 1924.

## A
- Allnoch, Georg, DNVP (gewählt am 19. November 1922 bei der im Wahlkreis 9 (Oppeln) nachgeholten Landtagswahl)
- Altegoer, Gustav, Z
- Andres, Franz, Z
- Arendsee, Martha, KPD
- Auch, Johann, SPD

## B
- Bachem, Julius, DNVP
- Bachem, Emma, Z (nachgerückt am 17. Februar 1922 für Thomas Eßer)[1]
- Baczewski, Johann, Polnische Partei (seit 1922)
- Badt, Hermann (Dr.), SPD (seit 1922)
- Baecker, Paul, DNVP
- Bahlke, Heinrich, SPD (nachgerückt am 21. August 1921 für Gustav Heller)[1]
- Ballestrem, Johann Baptist Graf von, Z (nachgerückt am 20. Februar 1923 für Karl-Anton Schulte)[1]
- Barteld, Adam, DDP
- Bartels, Friedrich, SPD
- Baumhoff, Josef, Z
- Bayer, Heinrich, DNVP
- Bayer, Friedrich, DVP
- Becker, Heinrich, DVP
- Becker, Wilhelm Hermann, DVP (1924 fraktionslos und später NSFB) (ab 1923)
- Beinkämpen, Fritz, SPD (nur 1921)
- Beise, August, DVP
- Bendiner, Max (Dr.), SPD (ab 1923 fraktionslos, verstorben am 15. August 1924)
- Bergmann, Johann, Z
- Berndt, Conrad (Dr.), DDP
- Beyer, Alfred (Dr.), SPD
- Beyer, Eduard, Z
- Biester, Karl, Z/DHP
- Birth, Hans, SPD (eingetreten 1924)
- Blank, Christian, Z
- Bock, Carl, USPD (seit 1922 SPD)
- Boelitz, Otto (Dr.), DVP
- Boës, Paul, DNVP
- Bollmann, Minna, SPD
- Brandenburg, Ernst, SPD
- Brandes, Wilhelm, SPD (eingetreten am 13. September 1921)
- Bräucker, Julius, SPD
- Braun, Otto, SPD
- Brecour, Wilhelm, SPD
- Bredt, Viktor (Dr.), WP (bis 1924)
- Brückner, Eugen, SPD
- Brunk, Ernst, DNVP
- Brust, August, Z (verstorben am 20. April 1924)
- Bubert, Walter, SPD
- Buchhorn, Josef, DVP
- Buchwitz, Otto, SPD (bis 1924)
- Busch, Wilhelm, Z (verstorben am 18. Mai 1923)

## C
- Campe, Rudolf von (Dr.), DVP
- Charpentier, Fritz, KPD
- Christange, Wilhelm, USPD (seit 1922 SPD)
- Christian, Georg, DNVP
- Christmann, Sofie, USPD (seit 1922 SPD)
- Clarfeld, Fritz, DNVP
- Cohn, Oskar, USPD (seit 1922 SPD)
- Conradt, Max, DNVP
- Crone-Münzebrock, August (Dr.), Z
- Cunow, Heinrich, SPD

## D
- Dahlem, Franz, KPD
- Dallmer, Franz, DNVP
- Dankler, Matthias, DVP
- Dannenberg, Georg von, Z/DHP
- Decker, Adolf, SPD
- Deerberg, Friedrich (Dr.), DNVP
- Deutsch, Therese, DNVP
- Diel, Jacob, Z
- Dietrich, Emil, Z
- Dinslage, Anton, Z (verstorben am 8. Januar 1922)
- Doht, Fritz, SPD (ab 1924)
- Dolezych, Max (Dr.), DNVP
- Dominicus, Alexander, DDP (seit 22. Oktober 1924 fraktionslos)
- Dönhoff, Martha, DDP
- Drees, Mathilde, DDP (eingetreten am 29. Januar 1924 für Heinz-Julius Mackenthun)
- Drescher, Reinhold, SPD
- Drewitz, Hermann, WP
- Drüggemüller, Willy, SPD (eingetreten im Februar 1924)
- Dryander, Gottfried von, DNVP

## E
- Eberle, Hugo, SPD
- Eberle, Karl, SPD
- Eberlein, Hugo, KPD
- Ebersbach, Emil, DNVP
- Ege, Lina, SPD
- Eichhoff, Franz, DVP
- Eickelboom, Sibylla, Z
- Eismann, Adam (Dr.), Z
- Elsner, Heinrich, Z
- Engberding, Heinrich Clemens, DVP
- Erkes, Heinrich, SPD
- Eßer, Thomas, Z (ausgeschieden am 17. Februar 1922)
- Eynern, Hans von, DVP

## F
- Faber, Emil, SPD
- Faltin, Joseph, Z (ausgeschieden am 19. November 1922)
- Faßbender, Martin, Z
- Feldhuß, Maria, Z (ausgeschieden am 19. November 1922)
- Fink, Joseph, Z
- Fisch, Else, DDP (eingetreten Ende 1924)
- Fischbeck, Otto, DDP
- Franken, Paul, KPD (später KA, USPD, SPD)
- Franz, Julius, SPD
- Freund, Alfred (Dr.), USPD (seit 1922 SPD)
- Freundel, Carl, DVP
- Fries, Fritz, SPD
- Fritsch, Otto, SPD
- Froehlich, Amalie, DVP

## G
- Gaertig, Eduard, SPD
- Garnich, Hugo, DVP
- Garnich, Lotte, DVP
- Gaudlitz, Emil, SPD (seit 1924)
- Geffke, Herta, KPD
- Gehrmann, Carl, SPD
- Gehrmann, Karl, KPD
- Gerig, Otto, Z
- Geschke, Ottomar, KPD
- Giese, Elisabeth, Z
- Giese, Paul, DNVP
- Gödde, Anton, Z (ab 1922)
- Goebel, Hermann, Z
- Goll, Emil, DDP
- Görck, Wilhelm, DVP
- Gospos, Alois, Z (ausgeschieden am 19. November 1922)
- Gottschalk, August (Dr.), DDP
- Gottwald, Adolf, Z
- Graef, Walther, DNVP
- Graw, Josef, Z
- Grebe, Friedrich, Z
- Gronowski, Johannes, Z
- Grund, Bernhard, DDP (ausgeschieden am 22. Oktober 1924)
- Grundmann, Robert (Dr.), DVP
- Grzesinski, Albert, SPD
- Günther, Robert, DNVP

## H
- Haas, August, SPD
- Haberland, Karl, SPD
- Hackenberg, Alois, DNVP (seit 1923)
- Hacks, Franz, SPD (bis 1922)
- Haenisch, Konrad (Dr.), SPD
- Haese, Otto, SPD
- Hagemann, Josef, Z
- Hager, Paul (Dr.), Z
- Hanna, Gertrud, SPD
- Harsch, Peter, Z
- Hartmann, Gustav, DDP
- Hartwig, Theodor, SPD
- Haseloff, Hugo, DNVP
- Hauke, Paul, SPD
- Hauschildt, Richard, SPD
- Hecker, Ewald, DVP
- Heidenreich, Robert, DVP
- Heilmann, Ernst, SPD
- Heimann, Max, DVP
- Heinzelmann, Hermann, USPD (seit 1922 SPD)
- Heitmann, August, SPD (nachgerückt am 8. September 1924 für Max Bendiner)
- Held, Theodor, DVP
- Helfers, Rosa, SPD
- Heller, Gustav, SPD (verstorben am 21. August 1921)
- Hemming, Carl, DVP
- Hempel, Bruno, SPD
- Herbert, Fritz, SPD
- Hergt, Oskar, DNVP
- Hermann, Daniel, DNVP
- Herold, Carl, Z
- Herrmann, Erich, DDP
- Herrmann, Louis, DNVP
- Heß, Joseph (Dr.), Z
- Heßberger, Maria, Z
- Hirsch, Paul, SPD
- Hirtsiefer, Heinrich (Dr.), Z
- Hoff, Ferdinand, DDP
- Hoffmann, Adolph, KPD (ausgeschieden im September 1921)
- Hoffmann, Max, SPD
- Hoffmann, Paul, KPD
- Hoffmann, Georg (Dr.), DNVP
- Hoffmann, Otto (Dr.), DNVP
- Höfs, Else, SPD
- Hollmann, Ludwig, DVP
- Holtz, Waldemar, USPD (SPD)
- Holz, Waldemar, DNVP (nur 1922)
- Holzamer, Franz, WP
- Höpker-Aschoff, Hermann (Dr.). DDP
- Horster, Franz, Z
- Hue, Otto, SPD (verstorben am 19. April 1922)
- Husemann, Friedrich, SPD
- Hüttmann, Heinrich, USPD (ausgeschieden am 24. März 1921)

## J
- Jachmann, Karl, DVP
- Jacoby-Raffauf, Wilhelm, Z
- Jahnke, Willy, SPD
- Jaletzky, Emil, Z
- Jansen, Robert, DDP
- Janssen, Johannes, DNVP
- Jensen, Toni, SPD
- Jürgensen, Jürgen, USPD (seit 1922 SPD)

## K
- Kähler, Luise, SPD
- Kähler, Wilhelm (Dr.), DNVP
- Kahl, Fritz, SPD
- Kalle, Wilhelm, DVP
- Kamp, Kaspar, Z (verstorben am 7. Januar 1922)
- Kardorff, Siegfried von, DNVP
- Karger, Franz, SPD
- Kasten, Hermann, SPD (seit 1923)
- Katz, Iwan, KPD (bis 1924)
- Kaufhold, Joseph (Dr.), DNVP
- Kaufmann, Franz Alexander (Dr.), DNVP
- Kaulen, Carl, Z
- Kayser, Wilhelm, Z (eingetreten am 13. Januar 1922)
- Kemper, Else (später Broekelschen-Kemper) (Dr.), DVP
- Kickhöffel, Karl Hans, DNVP
- Kilian, Otto, KPD
- Kimbel, Wilhelm, DNVP (seit 1922)
- Kimpel, Heinrich Theodor, DDP
- Kirschmann-Röhl, Elisabeth, SPD
- Klaußner, Georg, USPD (seit 27. September 1922 SPD)
- Kleinmeyer, Josef, SPD
- Kleinspehn, Johannes, USPD (seit 1922 SPD)
- Klodt, Emil, USPD (seit 1922 SPD)
- Kloft, Christian, Z
- Klupsch, Franz, SPD
- Knoth, Johannes, KPD
- Koch, Julius, DNVP
- Koch, Julius, SPD
- Koch, Karl, DNVP
- Kochmann, Arthur, DDP (bis 1922)
- Koepper, Joseph, Z (bis 1922)
- Kölges, Max, Z
- Kollmann, Hildebert, USPD (seit 1922 SPD)
- König, Christoph, SPD
- König, Max, KPD
- Köthenbürger, Bernhard, Z
- Krause, Paul von (Dr.), DVP (verstorben am 17. Dezember 1923)
- Kreker, Ernst, Z (eingetreten am 19. November 1922)
- Kriege, Johannes (Dr.), DVP
- Kries, Wolfgang von (Dr.), DNVP
- Krischick, Johann, DNVP
- Kröger, Berta, SPD
- Krug, Philipp, Z
- Krüger, Franz, SPD (verstorben am 5. Februar 1924)
- Krüger, Wilhelm, DNVP
- Kulesza, Anny von, DVP
- Kunert, Marie, USPD (seit 1922 SPD)
- Kunze, Otto, KPD (später KA, USPD, SPD)
- Küsters, Matthias, Z
- Kuttner, Erich, SPD

## L
- Ladendorff, Carl, WP
- Landgraf, Paul, SPD
- Lang, Josef, SPD
- Lange, Richard, Z (eingetreten am 7. Dezember 1922)
- Langer, Walter, DVP
- Lauer, Amalie (Dr.), Z
- Lauscher, Albert (Dr.), Z
- Lawatsch, Berta, SPD
- Lawin, Gerhard, DVP
- Lehmann, Annagrete, DNVP
- Leid, Carl, USPD
- Leidig, Eugen (Dr.), DVP
- Leinert, Robert, SPD
- Letocha, August, Z (ausgeschieden am 19. November 1922)
- Lewerentz, Friedrich, SPD
- Lex, Anna, SPD (eingetreten im April 1922 für Otto Hue)
- Lichtenstein, Max, USPD (später SPD) (bis 1922)
- Liebknecht, Theodor, USPD
- Limbertz, Heinrich, SPD
- Lindeiner-Wildau, Hans-Erdmann von, DNVP
- Linz, Wilhelm, Z (eingetreten am 19. November 1922)
- Loenartz, Friedrich, Z
- Logemann, Diederich, DNVP
- Lüdemann, Hermann, SPD
- Ludewig, Johanna, KPD
- Lüdicke, Paul, DNVP
- Ludwig, Konrad, USPD (ausgeschieden am 7. Juni 1921)
- Lukassowitz, Victor, DNVP
- Lutzenburg, Cornelius, SPD (Aberkennung des Mandats am 12. Mai 1924)

## M
- Mackenthun, Heinz Julius, DDP (ausgeschieden am 22. Januar 1924)
- Maedel, Max, WP (seit 1924)
- Mallach, Paul, Z
- Manasse, Waldeck, USPD (später SPD) (verstorben am 13. Mai 1923)
- Mantke, Joseph, Z (eingetreten am 3. Januar 1923)
- Maroke, Richard, SPD
- Martell, Eduard, DNVP
- Martin, Richard, DNVP
- Meier, Otto, USPD (seit 1922 SPD)
- Meinecke, Ernst August, DVP (seit 1923)
- Mentzel, Ernst, DNVP
- Menzel, Gustav, KPD
- Mertins, Ferdinand, USPD (seit 1922 SPD)
- Merx, Peter, Z
- Metzenthin, Erich, DVP
- Metzinger, August, Z
- Meyer, August, SPD
- Meyer, Ernst (Dr.), KPD
- Meyer, Heinrich, DHP
- Meyer, Hermann, SPD
- Meyer, Karl, DNVP
- Meyer, Konrad, DNVP
- Meyer, Theodor, DVP
- Michel, Willy, SPD
- Milberg, Theodor, DNVP
- Mohrbotter, Wilhelm, Z/DHP
- Moritz, Karl, DVP
- Müller, Heinrich, SPD
- Müller, Karl, SPD
- Müller, Karl, SPD
- Müller, Theodor, SPD
- Münchmeyer, Reinhard, DVP
- Mulack, Oskar, DVP
- Musiol, Joseph, Z (ausgeschieden im November 1922)

## N
- Negenborn, Karl Georg (Dr.), DNVP
- Nehring, Otto, DNVP
- Neumann, Alfred, Z (bis 1922)
- Neumann, Bruno, SPD
- Neumann, Martin, SPD
- Neumann, Paul, KPD (seit 1922 KA)
- Niestroj, Josef, Z
- Noack, Ilse, DNVP
- Nuschke, Otto, DDP

## O
- Obuch, Gerhard, USPD (seit 1922 KPD)
- Oellerich, Otto, SPD (nur 1921)
- Oelze, Friedrich, DNVP
- Oeser, Rudolf, DDP (bis 1924)
- Oestreicher, Annemarie, SPD
- Olm, Emil, USPD (seit 1922 SPD)
- Oppenhoff, Joseph, Z
- Osten-Warnitz, Oskar von der, DNVP
- Osterroth, Nikolaus, SPD
- Otter, Karl, USPD (seit 1922 SPD)
- Otto, Reinhold, DDP
- Oventrop, Anna, USPD (seit 1922 SPD)

## P
- Paetzel, Wilhelm, SPD
- Papen, Franz von, Z
- Peters, Hermann, SPD
- Pflug, Karl, DNVP
- Pieck, Wilhelm, KPD (eingetreten 1921 für Adolph Hoffmann)
- Pingel, Franz, Z
- Pinkerneil, Friedrich August (Dr.), DVP
- Pischke, Hermann, DVP
- Plehwe, Karl von, DNVP
- Plenge, Oskar, KPD
- Poehlmann, Margarete, DVP (verstorben im Dezember 1923)
- Porsch, Felix (Dr.), Z
- Prelle, Johannes, DHP
- Preuß, Hugo (Dr.), DDP
- Preyer, Dietrich (Dr.), DNVP

## Q
- Quaet-Faslem, Georg, DNVP

## R
- Rabold, Emil, USPD
- Regenfuß, Christoph, SPD
- Reinhard, Wilhelm, DNVP (bis 1922)
- Rhiel, Andreas, Z
- Rhode, Werner, WP (ab 1924)
- Richtarsky, Hermann, Z
- Richter, Arthur, USPD (seit 1922 SPD)
- Richter, Ernst von, DVP
- Richter, Max, SPD (bis 1924)
- Rickers, Gehrt, SPD (seit 1924)
- Riedel, Oswald, DDP
- Rippel, Otto, DNVP
- Ritter, Karl Bernhard (Dr.), DNVP
- Roeingh, Theodor, Z (seit 1924)
- Rogg, Ulrich, KPD
- Rose, Hermann (Dr.), DVP
- Rosenfeld, Siegfried (Dr.), SPD
- Rüffer, Paul, DNVP
- Rump, Georg, Z/DHP (bis 21. Mai 1924 ständiger Gast der Zentrumsfraktion)
- Rürup, Heinrich, Z
- Rusch, Oskar, KPD

## S
- Sabath, Gustav, SPD (seit 1923)
- Sawatzki, Anton, Z
- Schadow, Wilhelm, SPD
- Schaefer, Gustav, DNVP
- Schäfer, Valentin, SPD
- Schauer, Wilhelm, SPD (verstorben am 19. Februar 1922)
- Schiffer, Eugen, DDP (seit 1924 fraktionslos)
- Schiffgens, Luise, SPD
- Schlange-Schöningen, Hans, DNVP
- Schluchtmann, Wilhelm, SPD
- Schlüter, Wilhelm, SPD
- Schmedding, Adolf (Dr.), Z
- Schmelzer, Josef, Z
- Schmidt, Albert, Z
- Schmidt, Felix, KPD (seit 1924)
- Schmidt, Max, DVP
- Schmitt, Jacob, Z
- Schmitt, Jakob (Dr.), Z
- Schmitt, Karl Z
- Schmitt, Karl, Z
- Schneider, Gustav, KPD (seit 1923 fraktionslos)
- Schnetter, Richard, KPD
- Schoenbeck, Willi, KPD
- Scholem, Werner, KPD
- Scholich, Gustav, SPD (verstorben am 4. April 1924)
- Schreiber, Walther (Dr.), DDP
- Schreiber, Eduard, SPD
- Schröder, Karl, SPD
- Schropp, Hermann, SPD
- Schubert, Emil, SPD
- Schüler, Georg (Dr.), DNVP
- Schüling, Hermann, Z
- Schulte, Karl-Anton, Z (ausgeschieden am 31. Januar 1923, Mandatsverzicht)[1]
- Schulz, Karl, KPD
- Schulze, Paul, DDP
- Schulze-Stapen, Reinhard, DNVP
- Schumann, Georg, KPD
- Schumann, Karl, KPD (seit 1924)
- Schuster, Hermann (Dr.), DVP
- Schwarzhaupt, Wilhelm, DVP
- Schwenk, Paul, KPD (seit 1924)
- Schwering, Leo (Dr.), Z
- Seelmann-Eggebert, Erich (Dr.), DNVP
- Seidel, Rudolf, DVP
- Seifert, Peter, DVP
- Severing, Carl, SPD
- Siegert, Marie, DVP (eingetreten im November 1922)
- Sierakowski, Stanislaus Graf von, Polnische Partei
- Siering, Wilhelm, SPD
- Sievert, Wilhelm, SPD
- Simon, Anna, SPD
- Simon, Max, SPD
- Skjellerup, Johann, KPD
- Sobottka, Gustav, KPD
- Sommer, Paul, DDP (eingetreten im Oktober 1924)
- Sonnenschein, August, DNVP (eingetreten 1923)
- Spohr, Elisabeth (Dr.), DNVP
- Sprenger, Joseph, Z
- Srowig, Georg, SPD
- Stamer, Alfred, SPD
- Steffens, Wilhelm (Dr.), DVP
- Steger, Christian, Z
- Stemmler, Ferdinand (Dr.), Z
- Stendel, Ernst, DVP
- Stephan, Carl, SPD
- Stieler, Georg, Z
- Stoffels, Elisabeth, Z
- Stolberg, Franz, DVP
- Stolberg-Wernigerode, Albrecht Graf von, DVP
- Straube, Fridolin, DNVP (eingetreten am 19. November 1922)
- Streese, Willi, DNVP
- Strunck, August, SPD
- Stuhrmann, Heinrich, DNVP

## T
- Teitscheid, Viktor, Z
- Thiele, Adolf, SPD
- Thomas, Hermann, SPD (verstorben am 16. Januar 1924)
- Tiling, Magdalene von, DNVP
- Türk, Paula (Dr.), SPD (ausgeschieden 1922)
- Twardy, Robert, SPD (ausgeschieden 1922)

## U
- Ulitzka, Carl, Z (eingetreten am 19. November 1922, ausgeschieden am 18. Dezember 1922)
- Ulmer, Theodor, USPD

## V
- Vennen, Heinrich, Z
- Voigt, Jane, DVP
- Voigt, Gustav, ?
- Voß, Paul, DNVP (seit 1924 NSFB)

## W
- Wachhorst de Wente, Friedrich, DDP (seit 1922)
- Waentig, Heinrich (Dr.), SPD
- Waida, Josef, Polenpartei (seit 1922, verstorben am 3. Februar 1923)
- Waldthausen, Wilhelm von (Dr.), DNVP
- Wallraf, Max, DNVP
- Wangenheim, Walrab Freiherr von, Z/DHP
- Weber, Andreas, SPD
- Weber, Helene, Z
- Wegscheider, Hildegard (Dr.), SPD
- Weißermel, Franz, DNVP
- Wende, Richard, SPD
- Wende, Adolf, DNVP
- Wendorff, Hugo, DDP
- Wenzlaff, Gustav, DNVP
- Werner, Ludwig, DNVP (Bis 1923)
- Wester, Fritz (Dr.), Z (eingetreten am 29. Mai 1923)
- Westermann, Hermann, DDP
- Weyl, Hermann, USPD
- Wick, Richard, USPD (eingetreten am 12. April 1921 für Heinrich Hüttmann, seit 1922 SPD)
- Wiczorowski, Georg, SPD
- Wiedemann, Albert, DVP (seit 1924 DNVP)
- Wiemer, Otto, DVP
- Wienholtz, Johannes, Z/DHP (bis 21. Mai 1924 ständiger Gast der Zentrumsfraktion, danach fraktionslos)
- Wiglow, Emil, DDP
- Wildermann, Rudolf, Z
- Winckler, Johann Friedrich (Dr.), DNVP
- Winterfeld, Friedrich von (Dr.), DNVP
- Winzer, Wilhelm, SPD
- Witt, Peter, DVP
- Wittich, Heinrich, SPD
- Wittmaack, Ernst, SPD
- Wohlgemuth, Antonie, SPD
- Wolff, Georg (Dr.), DVP
- Wolfstein, Rosi, KPD
- Wormit, Eugen, DNVP
- Wronka, Gertrud, Z

## Z
- Zehnhoff, Hugo am, Z
- Ziegler, Willy, KPD (1921 fraktionslos, seit 1922 KA)
- Zimmer-Hönigsdorf, Wilhelm (Dr.), Z (ausgeschieden am 19. November 1922)